# Antonio Santini (Mathematiker)
Antonio Santini (* 1577 in Lucca; † 1662 in der Toskana) war ein italienischer Mathematiker und Astronom. Er war Briefpartner von Galileo Galilei.
Santini war Kaufmann in Venedig. Er war Mitglied des Somasker-Ordens.
Im Mai 1610 war er der Erste, der Galileis Beobachtung der Jupitermonde mit dem Teleskop bestätigte (vor Johannes Kepler Ende August/Anfang September und drei Monate nach Erscheinen von Galileis Sidereus Nuncius). Er erhielt dabei keine Unterstützung von Galilei in Form von Teleskopen, Linsen oder Anweisung für deren Herstellung, er kannte diesen aber (eventuell aus Padua). Erste Teleskope gab es schon 1609 in Venedig und Santini baute diese offensichtlich nach (Venedig selbst hatte bekanntlich hervorragende Glasbläser). Santini teilte Galilei die Bestätigung im Juni brieflich mit und wiederholte die Beobachtung im September.
Später unterrichtete er in Genua, wo er 1624 an Galilei schrieb, um sich für Linsen für sein Teleskop zu bedanken. In Genua war Famiano Michelini sein Schüler. Er stand auch in Briefwechsel mit Marin Mersenne der ihm mathematische Arbeiten von Pierre de Fermat und die Geometrie von Descartes schickte (nicht zuletzt damit er diese an Evangelista Torricelli weitergab). Santini schickte Galilei 1641 den Cursus Mathematicus von Pierre Hérigone, den dieser an Bonaventura Cavalieri weitergab. Er stand auch mit Marino Ghetaldi in Verbindung.
Als Mathematiker war er in eine Kontroverse mit Petro Caravagio verstrickt, der 1650 die algebraischen Veröffentlichungen von Santini in der Nachfolge von François Viète angriff. Santini veröffentlichte 1644 Supplementi Francisci Vietae und 1648 Inclinationum appendix. Er wandte die Algebra von Viète auf die Lösung des geometrischen Mittels und die klassischen geometrischen Probleme der Winkelteilung und Würfelverdoppelung an.